# Каленский, Владимир Дионисович
Владимир Дионисович Каленский (28 января 1920 года, Иркутск, РСФСР, СССР — 14 августа 2012 года, Москва, Россия) — советский и российский художник-монументалист, плакатист, народный художник Российской Федерации (2005).

## Биография
Родился в Иркутске, с 1925 года жил в Москве. Отец — гидролог и топограф, участник проектирования Забайкальской железной дороги.
В 1940 году — призван на военную службу на флоте, во время Великой Отечественной войны воевал старшим краснофлотцем.
В 1950 году — окончил Московское высшее художественно-промышленное училище (бывшее Строгановское) (МВХПУ).
В 1950 году — был принят в Управление строительством высотного здания МГУ на должность художника-архитектора.
С 1952 по 1957 годы — работал в МВХПУ в должности преподавателя, ассистента профессора С. В. Герасимова.
Владимир Дионисович Каленский умер 14 августа 2012 года.

## Творческая и выставочная деятельность
С 1954 года — участник всесоюзных, республиканских, московских и ежегодных выставок художников-ветеранов.
С 1957 по 1978 годы — участвовал в выставках советских художников в Пекине (КНР), Пхеньяне (КНДР), на Кубе, в Монголии, Нидерландах, Бельгии, Монреале (Канада), Польше, Франции, Брно (ЧССР) и Англии.
Персональные выставки: в Москве (1993, 1994, 1998, 2000, 2005/2006), в Конаково, Твери, Ржеве и Старице.
В 1997 году — избран членом Союза художников России.
Автор общественно-социальных и политических плакатов (в содружестве с женой, художницей И. В. Каленской): «Городам и селам зелёный наряд!» (1957), «Молодежь и школьники! Собирайте старую бумагу!» (1957), «Пионер — всем ребятам пример!» (1958), «Механизаторы, повысим производительность труда!» (1958), «Наша цель — коммунизм!» (1959), «Нефть — это сила турбин и печей. Нефть — миллионы полезных вещей» (1959), «Получит страна в свои закрома миллиарды пудов золотого зерна!» (1959), а также в темах советско-китайской дружбы и борьбы за мир: «Дружба навеки» (1957), «Наша цель — коммунизм!» (1959).
Автор ряда плакатов на космическую тематику: «Нам открывать миры далекие!» (1960), «Отчизне героев — слава!» (1961), «Слава отчизне героев!» (1962) — хранятся в фондах московского Музея космонавтики.
Участвовал в проводимых в Москве архитектурно-художественных конкурсах, в праздничных украшениях Красной, Комсомольской, Смоленской, Арбатской площадей и центральных улиц Москвы.

## Награды
- Орден Отечественной войны
- Орден Красной Звезды
- Медаль Нахимова
- Медаль «За оборону Советского Заполярья»
- Медаль «За победу над Германией в Великой Отечественной войне 1941—1945 гг.»
- Народный художник Российской Федерации (2005)
- Заслуженный художник РСФСР (1989)
- Медаль Российской Академии художеств (2005)
- Первая премия Московской организации Художественного фонда РСФСР (1983) — за создание Мемориала Памяти подвига сержанта Васильковского и воинов 185 Стрелковой дивизии (рядом с деревней Рябинки Конаковского района Тверской области)[1]
- Первая премия московского городского конкурса (1987) — за создание витражей для станции метро «Цветной бульвар»
- Медаль Русской Православной Церкви святого Благоверного князя Даниила Московского (1999) за роспись храма Александра Невского в Куркине (Москва)
- Почётный член Российской Академии художеств